# Men and Women (1914)
Men and Women é um filme mudo de 1914 norte-americano em curta-metragem, do gênero dramático, produzido pela Biograph Company e lançado por General Film Company. É baseado em uma peça, Men and Women, escrita em 1890 por David Belasco e Henry C. deMille. O filme foi estrelado por Lionel Barrymore, Blanche Sweet e Marshall Neilan.
A história foi refilmada pela Paramount Pictures em 1925, como Men and Women.